# Entrevista

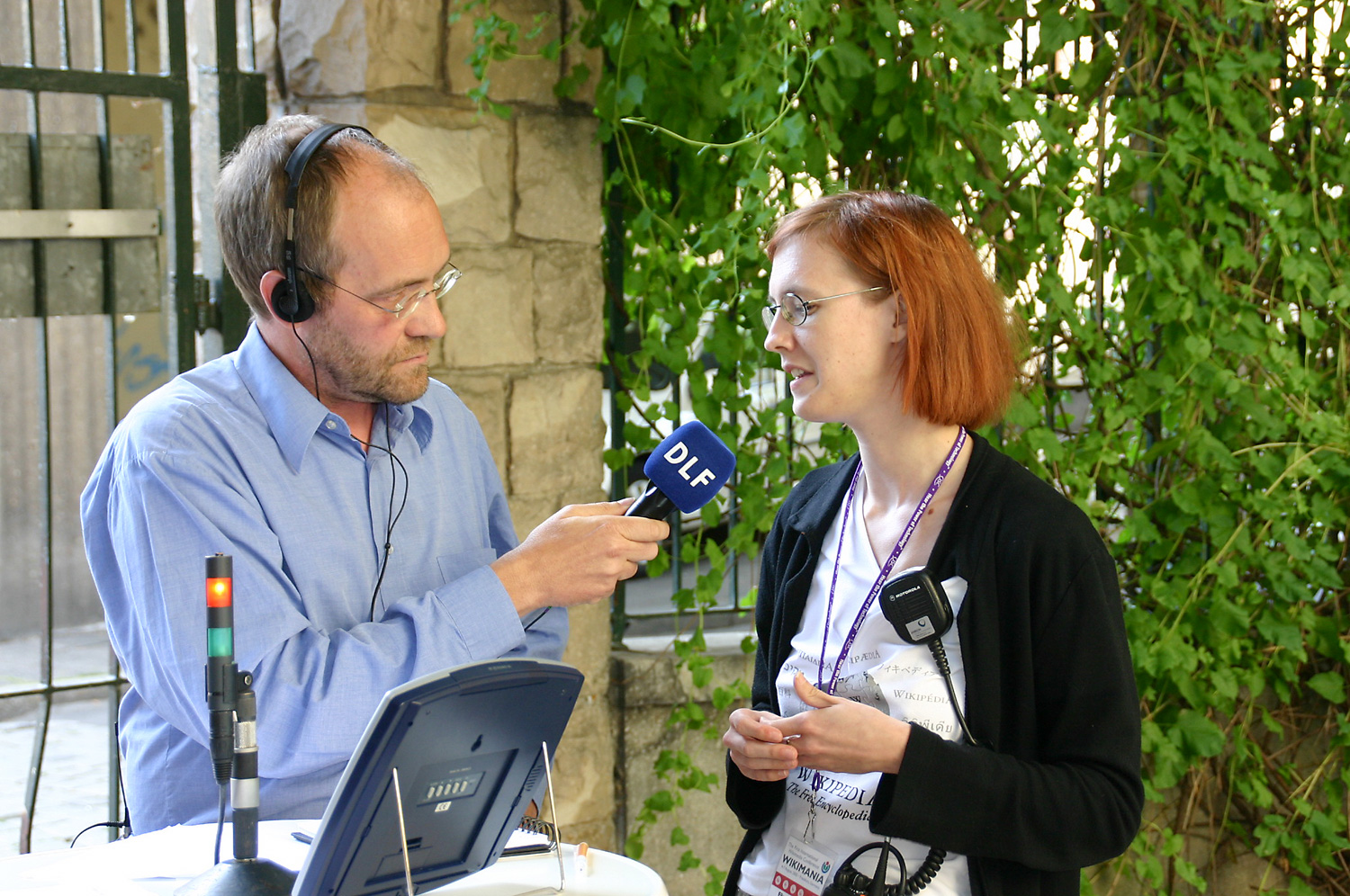

L'entrevista és un diàleg entre dues persones on l'entrevistador pregunta per obtenir una informació de l'entrevistat sobre determinades qüestions. Hi ha diversos tipus d'entrevistes, entre els quals tenim:
- Entrevista periodística a persones rellevants per fer un reportatge.
- Entrevistes de recerca, similars a una enquesta, on es pregunta gent anònima, s'usa en anàlisi de mercats o en etnografies, per exemple.
- Entrevistes laborals dins un procés de selecció d'un candidat a una feina i acostuma a ser el pas següent de la tria per curriculum vitae o per tests psicotècnics.
- Entrevista d'opinió. Forma part d'entrevistar un personatge famós o d'interès general

Entrevistes entre un client i un professional (metge, psicòleg, assessor personal, assessor financer, coach personal, administrador, advocat…)